# Reyhan Jamalova
Reyhan Jamalova é uma mulher do Azerbaijão, que trabalha na área de ciência, tecnologia, engenharia e matemática (STEM). Seu trabalho é voltado para energia sustentável em áreas rurais. Ela é fundadora e CEO da Rainergy, uma empresa que se concentra em aproveitar o poder da água da chuva para gerar eletricidade de forma sustentável. Atualmente, ela é estudante de graduação na Universidade da Pensilvânia. Além disso, ela recebeu várias menções honrosas, prêmios e/ou homenagens pelo trabalho que realizou, incluindo elogios do governo do Azerbaijão.

## Vida pregressa

### Infância
Reyhan Jamalova se interessou pelos direitos humanos quando criança. Junto com sua melhor amiga, ela iniciou uma campanha de arrecadação de fundos para crianças na Somália que tinham acesso limitado à educação, comida e água. Depois de arrecadar $10 vendendo coisas como giz de cera e lápis, Reyhan Jamalova e sua amiga (com a ajuda dos pais de Jamalova) deram esse dinheiro para uma instituição de caridade.
Quando criança, Reyhan Jamalova e sua família experimentaram chuvas torrenciais nas montanhas do Cáucaso. Essas chuvas levariam a eventos devastadores para a comunidade, como a perda de colheitas, inundações e danos gerais à construção, juntamente com buracos e colapso de pontes. Crescer nesse ambiente influenciou o interesse de Jamalova pela sustentabilidade para ajudar sua comunidade e outras pessoas.

### Educação
Tendo nascido em uma pequena aldeia, Reyhan Jamalova não teve acesso à educação em STEM e esperava-se que se casasse aos 17 anos. No entanto, aos 12 anos, Reyhan Jamalova conquistou a nota máxima em um vestibular para uma renomada escola em Baku, capital do Azerbaijão, e se afastou de sua família para continuar seus estudos. Aos 15 anos, Reyhan Jamalova fundou a Rainergy.
Reyhan Jamalova recebeu uma oferta de admissão na Universidade da Pensilvânia junto com uma bolsa de estudos. Ela está atualmente em seu primeiro ano na Universidade da Pensilvânia, interessada em se formar em ciência da computação e da informação. Depois de obter seu diploma de bacharel, ela planeja obter um mestrado em ciência de dados, enquanto trabalha no Rainergy.

## Rainergy
Reyhan Jamalova, com a ajuda de sua amiga e tutores de física, trabalhou por 4 meses fazendo cálculos e desenvolvendo um gerador para coletar energia da água da chuva. A Rainergy foi apresentada pela primeira vez durante uma competição ClimateLaunchpad, onde foi votada como o projeto favorito entre os membros da audiência. A fase de construção do projeto foi inicialmente financiada pelo governo do Azerbaijão, mas desde então atraiu outros investidores, incluindo o The Global Good Fund e o Islamic Development Bank.
O dispositivo tem 9 metros de altura e consiste em quatro partes integrantes: "um coletor de água da chuva, uma caixa d'água, um gerador elétrico e uma bateria". A função do coletor de água da chuva é encher o reservatório com a água da chuva, que passará rapidamente pelo gerador e produzirá energia. Essa energia é então armazenada por meio de uma bateria, o que permite que ela seja utilizada como energia mesmo quando há falta de chuva. Este dispositivo reduz a dependência de outras fontes de energia, como redes elétricas locais. Além disso, é barato.
O protótipo inicial de Reyhan Jamalova e sua equipe poderia acender 22 lâmpadas de LED com 22W de potência. Em comparação com outros sistemas de energia alternativa, como painéis solares, turbinas eólicas e piezoeletricidade, Rainergy tem emissões de CO2 mais baixas com 10g por KW/H, que ocorrem durante a produção de eletricidade.

## Prêmios e homenagens
- 2018 - Prêmio Presidencial da Juventude[1]
- 2018 - Forbes 30 abaixo de 30[1]
- 2018 - BBC 100 Women Honoree [14]
- 2019 - Prêmio TRT World Citizen Youth [15]
- 2020 - bolsista do Global Good Fund[1]
- 2020 - bp NetZero Scholar [16]